# Ligne de Chartres à Dreux
La ligne de Chartres à Dreux est une ligne de chemin de fer, ouverte entre Chartres et Dreux en 1873, réservée au fret depuis 1971.

## Historique

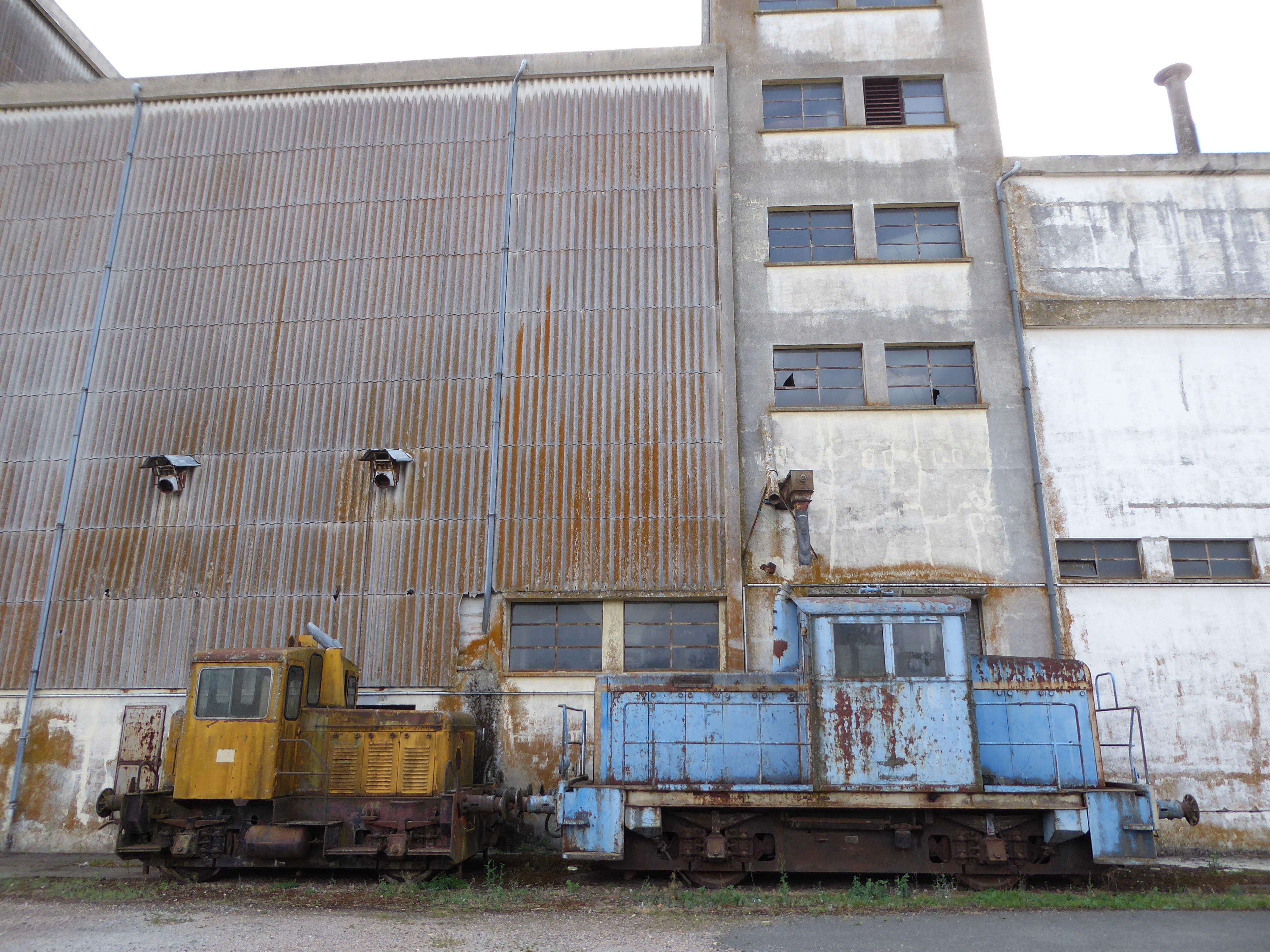
Un locotracteur Y 2200 et un Y 6400 devant le silo de Saint-Sauveur-Châteauneuf.

La ligne, partie d'un itinéraire d'Orléans à Rouen, est concédée par une convention signée le 26 février 1868 entre le conseil général d'Eure-et-Loir et Messieurs Fresson, Gautray, Vander Elst frères et Compagnie. Cette convention est approuvée par un décret impérial du 4 août 1869, qui déclare la ligne d'utilité publique à titre d'intérêt local.
Cette ancienne ligne à voie unique a été mise en service entre la gare de Chartres, sur la ligne de Paris-Montparnasse à Brest, et la gare de Dreux, sur la ligne de Saint-Cyr à Surdon, le 2 août 1873.
La ligne de « Chartres à Saint-Georges (limite de l'Eure) », dont la ligne de Chartres à Dreux constitue une section, est incorporée dans le réseau d'intérêt général par une loi le 18 mai 1878. Cette même loi approuve la convention signée le 12 juin 1877 entre le syndic de faillite de la Compagnie du chemin de fer d'Orléans à Rouen et l'État pour le rachat de la ligne par ce dernier.
La ligne est cédée par l'État à la Compagnie des chemins de fer de l'Ouest par une convention signée entre le ministre des Travaux publics et la compagnie le 17 juillet 1883. Cette convention est approuvée par une loi le 20 novembre suivant.
Le 22 janvier 1899, les Tramways d'Eure-et-Loir ouvre une ligne de 4,1 km entre la gare de Saint-Sauveur-Châteauneuf et Châteauneuf-en-Thymerais. Cette ligne est officiellement fermée en 1935, mais continue à être exploitée jusque fin 1936.
La ligne Chartres - Dreux a été fermée au trafic voyageur le 4 juillet 1971.

## Utilisations envisagées
En 2021, la ligne, réservée un temps au titre de la défense nationale, est susceptible être déclassée et la SNCF envisage de vendre la voie. Plusieurs options sont en cours d'études : remise en service de la ligne, défendue par le député et vice-président du conseil départemental d'Eure-et-Loir Olivier Marleix, ou réaliser une voie verte cyclable.

## L'évolution des infrastructures

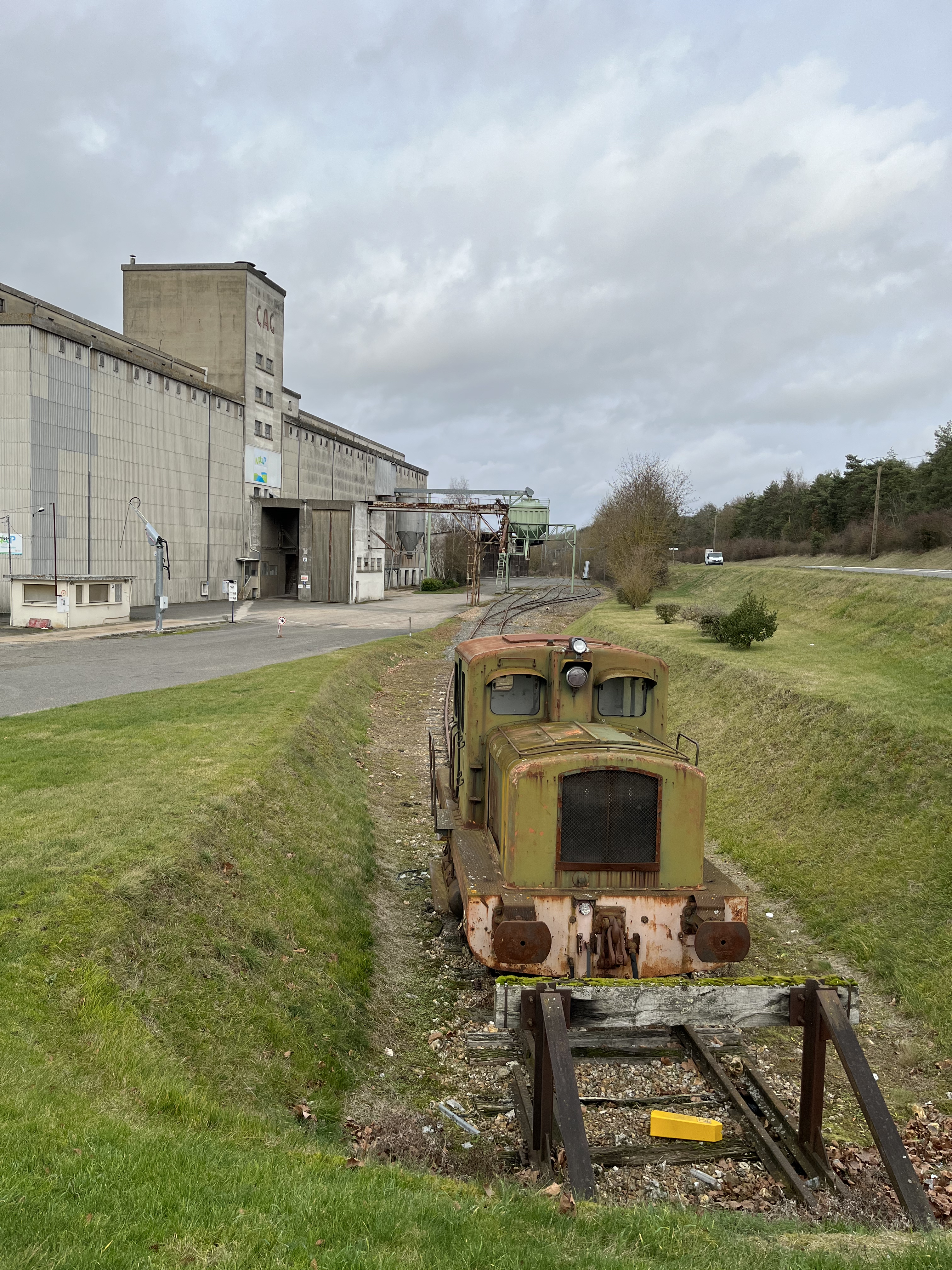
Un locotracteur Moyse devant le silo Natup de Garnay.

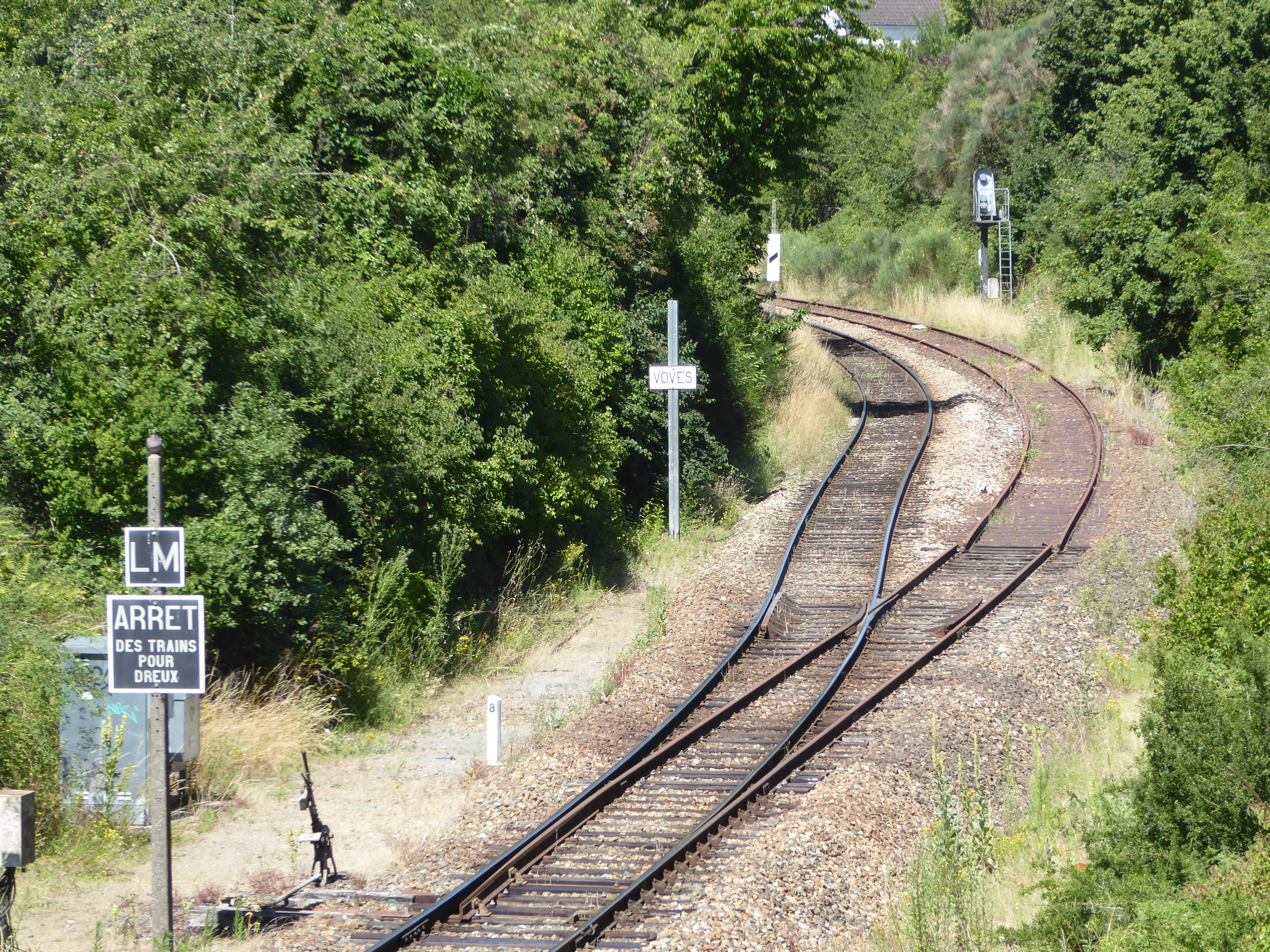
Bifurcation de Mainvilliers : direction Voves (à gauche), Dreux à droite, avec les rails non alignés (juillet 2022).

L'ensemble de la ligne appartient toujours au réseau ferré national, mais, selon la carte du réseau ferré d'avril 2019, seule la section entre Dreux et Aunay-Tréon est encore exploitée pour le fret.
- Ce tronçon nord entre Dreux et Aunay a été électrifié en 25 000 V pour la desserte de l'ancienne usine d'engrais Hurel-Arc, classée Seveso, avec un trafic fret de 140 000 tonnes jusque dans les années 1990[6].
En avril 2019, la ligne assure la desserte en fret des silos suivants :
  - Silo du groupe Soufflet à Aunay-sous-Crécy ;
  - Silo du groupe Natup[7] à Garnay, doté à l'origine de l'embranchement privé de la Coopérative agricole de la région drouaise (CARD), devenue Interface Céréales puis Natup.

- Par contre, à cette même date et selon la même source, le tronçon sud entre Chartres et Saint-Sauveur n'est plus exploité de façon saisonnière pour le fret céréalier et la desserte des silos implantés le long de la voie :
  - Silos de Clévilliers et de Saint-Sauveur, gérés par le groupe coopératif Natup, ex-Interfaces Céréales ;
  - Silos de Bailleau-l'Évêque et de Theuvy-Achères, gérés par le groupe coopératif chartrain SCAEL[8], qui dispose dans cette dernière commune d'un embranchement privé.

- Le tronçon central, envahi par une importante végétation, est proposé au retranchement du réseau[9].

L'ensemble de la ligne était régulé par un block manuel à cloches électriques.
Tous les bâtiments ferroviaires ont été cédés à des particuliers petit à petit, dès la fin des années 1970. La gare d'Aunay-Tréon, vendue, a été remplacée par une voiture B6, puis par un bungalow pour permettre à un agent de rester sur place lorsque plusieurs trains sont prévus dans la journée.
Depuis 2020, le passage à niveau avec l'avenue Gérard-Philippe (D105) à Mainvilliers, en banlieue ouest de Chartres, est supprimé, empêchant de fait l'exploitation du tronçon sud de la ligne. De même, dès la bifurcation avec la ligne de Chartres à Orléans, les rails ne sont plus alignés.
En 2021, la ligne de contact 25 000 V est déposée sur le tronçon nord Dreux - Aunay, ainsi que la plupart des haubans, les poteaux subsistant le long de la ligne.

### Saint-Sauveur - Châteauneuf
La gare de Saint-Sauveur - Châteauneuf a constitué un point de transbordement avec les Tramways d'Eure-et-Loir, équipés en voie métrique. Les six aller-retour quotidiens des TEL étaient calés sur les horaires de la compagnie de l'Ouest. En 1930, une section à quatre files de rail a été établie dans la cour marchandises ; elle permettait de mettre les wagons à voie normale sur trucks porteurs afin d'éviter le transbordement. Il s'agit d'une des très rares applications en France de ce système.

Gares et arrêts de la ligne de Chartres à Dreux
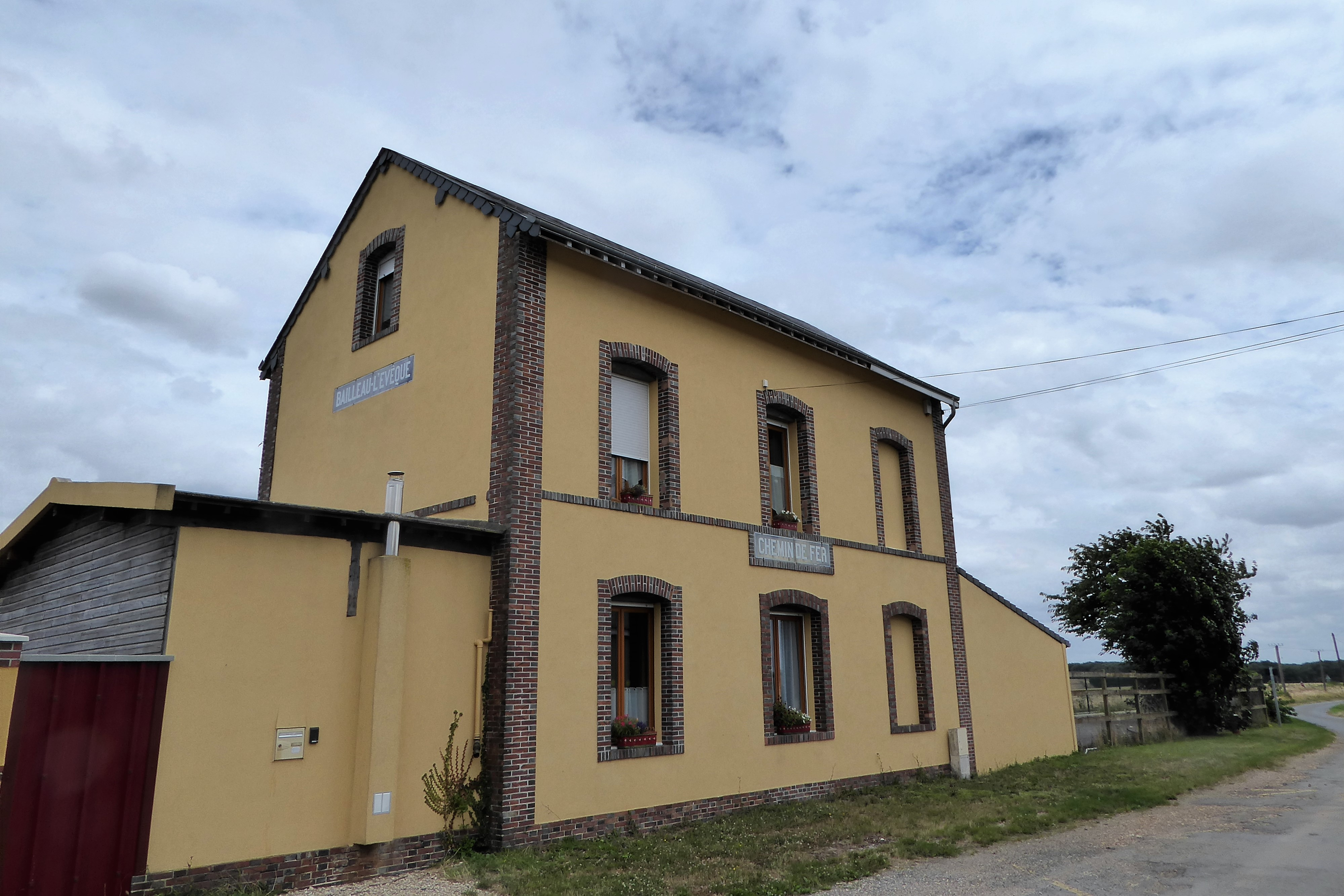
Ancienne gare de Bailleau-l'Évêque.
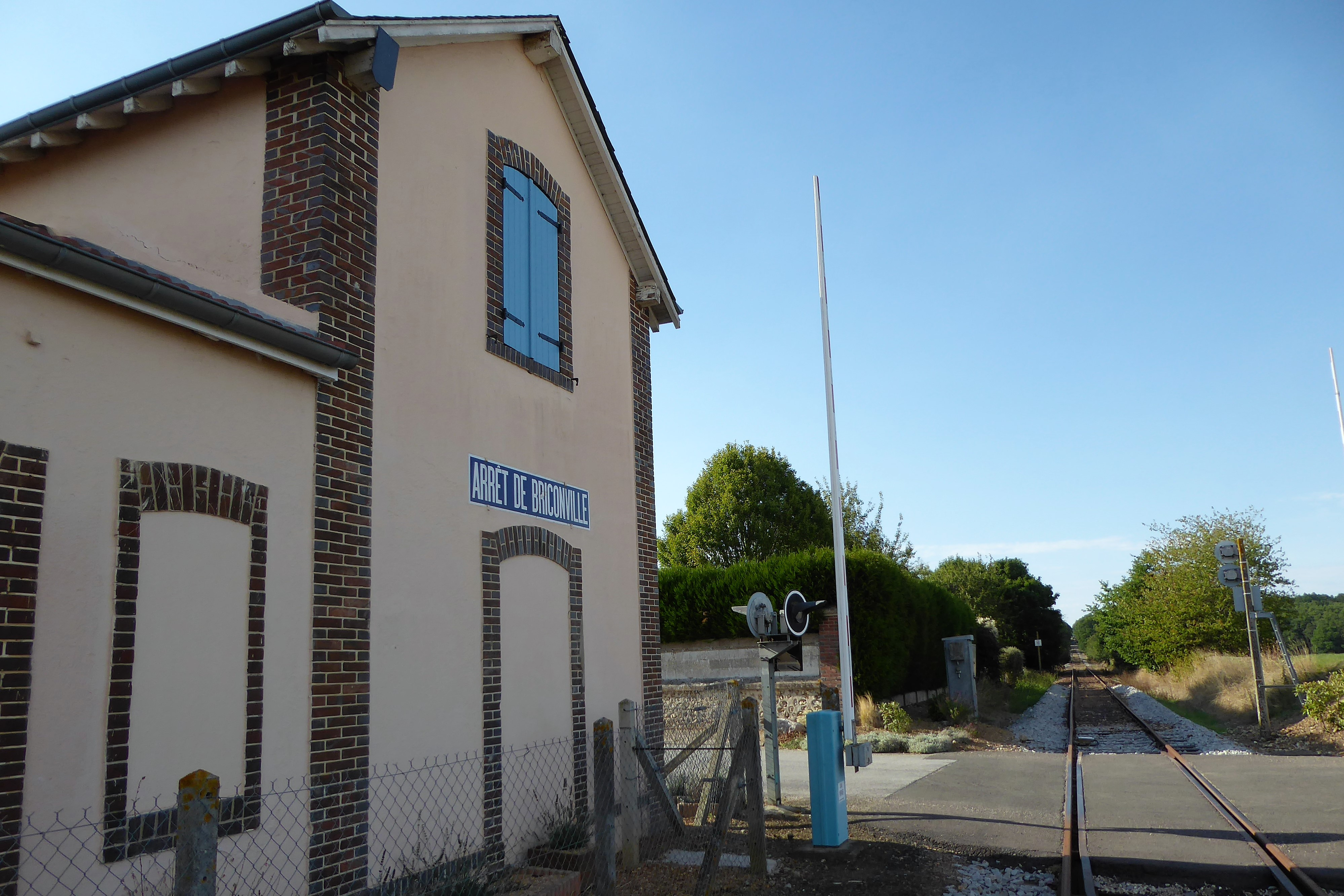
Arrêt de Briconville et passage à niveau n° 15.
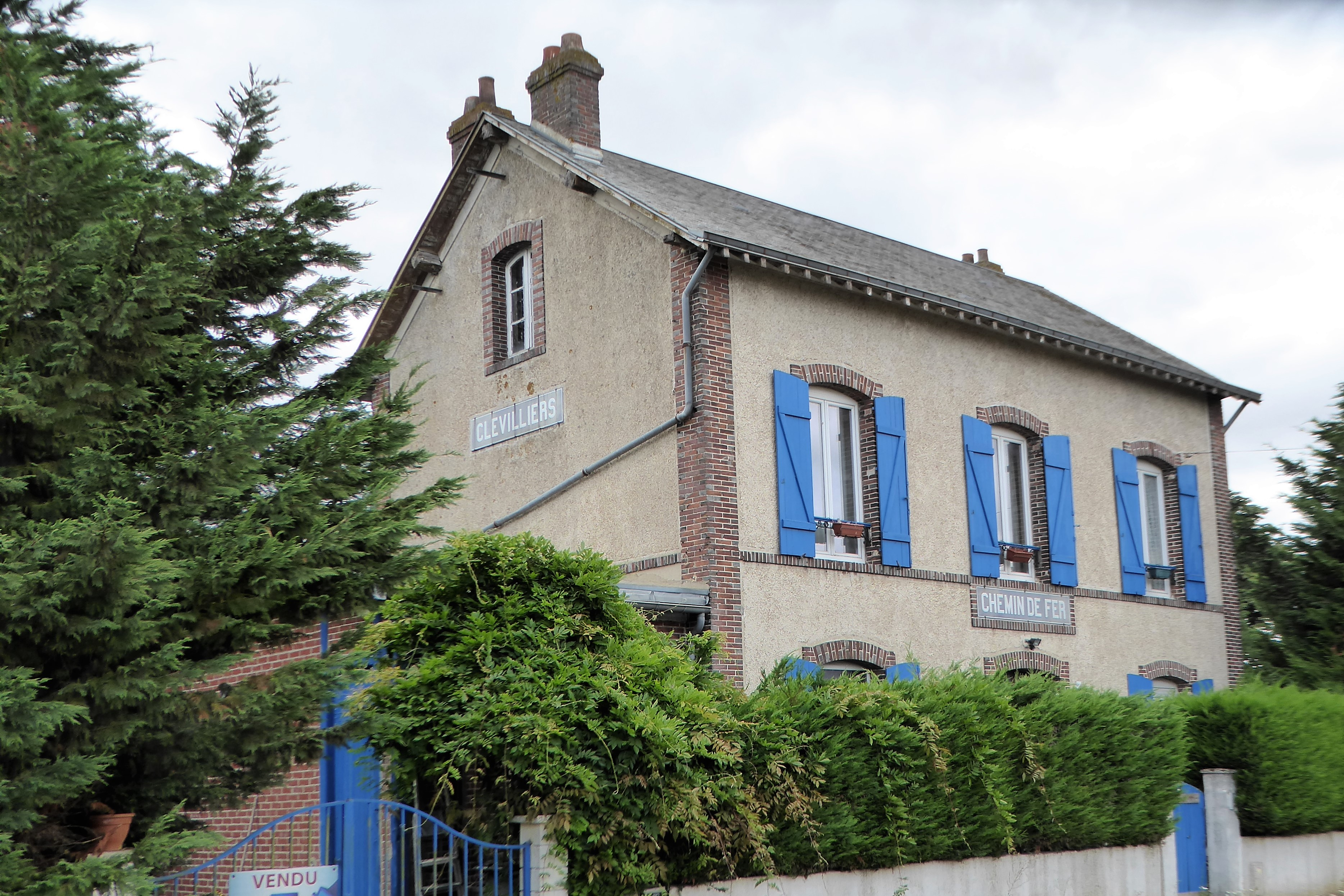
Ancienne gare de Clévilliers.
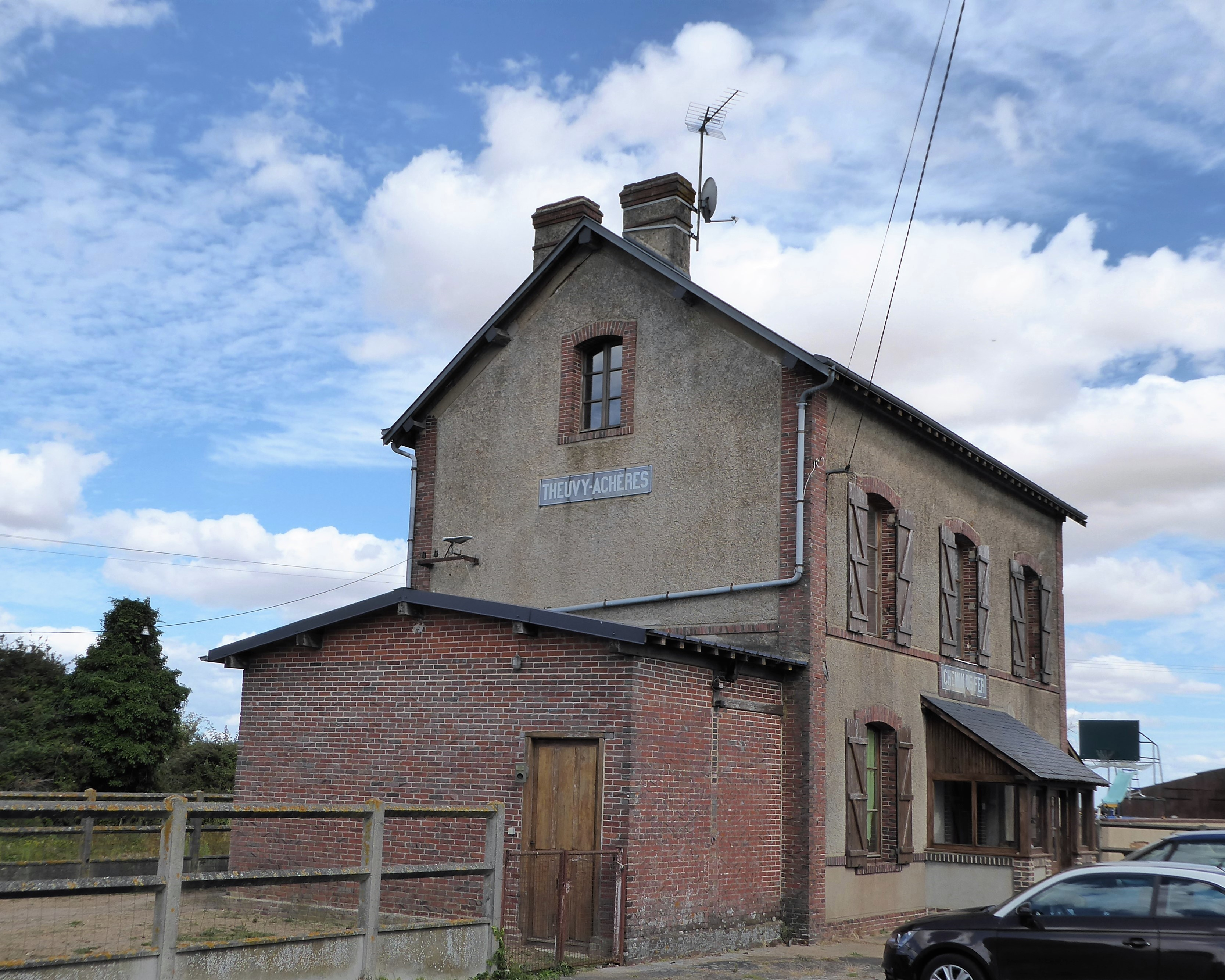
Ancienne gare de Theuvy-Achères.
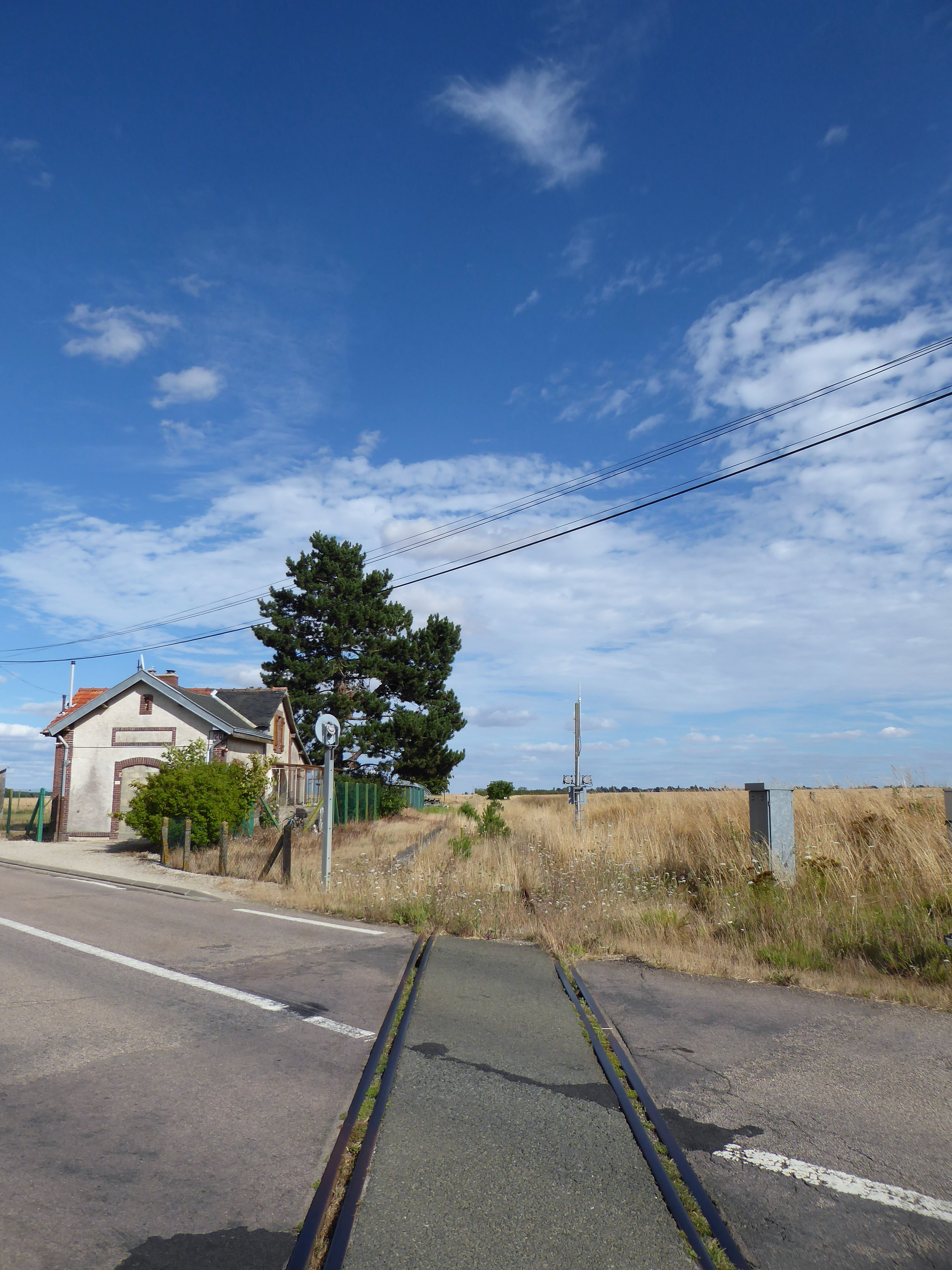
Arrêt Villette-les-Bois-Chêne-Chenu.
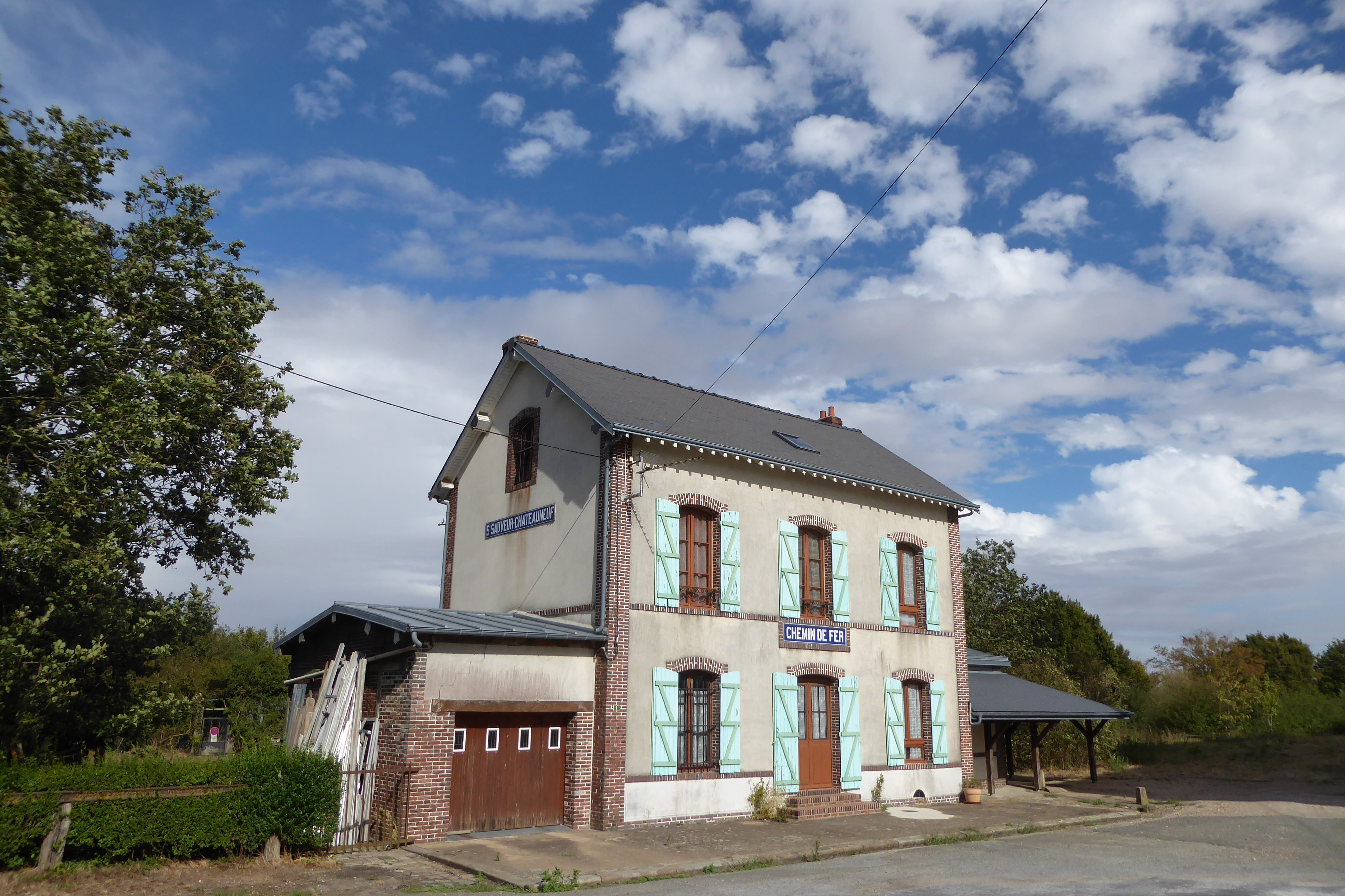
Ancienne gare de Saint-Sauveur-Châteauneuf.